# Ain Erreggada
Aïn Erreggada is een dorp in de provincie Berkane, in de regio Oriental in het noordoosten van Marokko. Volgens de volkstelling van 2004 heeft het een bevolking van 2.983. 

## Demografie
Aïn Erreggada ligt in het noordoosten van Marokko, niet ver van de grens met Algerije en de Middellandse Zee.
Het hoort sinds kort bij de gemeente Ahfir. Er wonen voornamelijk Arabische en in minder mate Berberse Marokkanen, 
In Europa wonen er ook veel vooral in Frankrijk maar ook in Nederland en België, Spanje wonen Marokkanen die afkomstig zijn uit de omgeving van Aïn Erreggada.

## Taal
In de streek is Darija (Marokkaans-Arabisch) de voertaal. Het Arabische dialect in de omgeving is een Hilali (bedoeïene) dialect net als dat van bijvoorbeeld Casablanca en Marrakech, in tegenstelling tot het niet-Hilali (stedelijke) dialect van bijvoorbeeld Fes en de Jebala (in Noord-Marokko). Verder vertoont het dialect veel overeenkomsten met het Algerijnse dialect dat niet ver weg wordt gesproken en dan met name dat van Oran.
Er wordt door sommige oude generaties ook Berbers gesproken. Het Berberse dialect van Berkane en omgeving lijkt op dat van de Beni Snous nabij Tlemcen in Algerije.

## Verkeer en vervoer
Het dorp ligt 10 km van Berkane, 25 km van Saïdia en 38 km van het vliegveld Oujda-Angads. Sinds 2018 is de N2 opnieuw aangelegd waardoor het makkelijker en veiliger is gemaakt om van Berkane naar Oujda te rijden. 

## Bezienswaardigheden en omgeving
Er zijn veel kruideniers in het dorp. Op het plein zijn veel cafés en een paar telefoonwinkels en een moskee. Uitzicht op het Bni Snassen gebergte en het toeristische dorpje Fezouane.